# Peggy Suicide
Albums de Julian Cope
Droolian
(1990) Jehovahkill
(1992)
Peggy Suicide est un album de Julian Cope, sorti en 1991.

## L'album
Double album, il est surtout connu pour les tubes funky Beautiful Love et East easy rider qui en sont extraits. Il fait partie des 1001 albums qu'il faut avoir écoutés dans sa vie.

### Titres
Tous les titres sont de Julian Cope.
1. Pristeen (4:43)
2. Double Vegetation (3:52)
3. East Easy Rider (4:00)
4. Promised Land (3:40)
5. Hanging Out & Hung Up on the Line (4:44)
6. Safesurfer (8:07)
7. If You Loved Me at All (5:00)
8. Drive, She Said (4:37)
9. Soldier Blue (4:49)
10. You... (1:49)
11. Not Raving But Drowning (4:17)
12. Head (2:21)
13. Leperskin (5:12)
14. Beautiful Love (3:13)
15. Western Front 1992 CE (2:01)
16. Hung Up & Hanging Out to Dry (4:48)
17. The American Lite (4:03)
18. Las Vegas Basement (5:04)

### Musiciens
- Julian Cope : voix, guitares acoustiques et électriques, basse, synthétiseur, arrangements corde
- Donald Ross Skinner : basse, guitare électrique, orgue, omnichord
- Michael Watts : guitare acoustique et électrique
- Ron Fair : piano
- G.S. Butterworth : synthétiseur
- Rooster Cosby : batterie, percussions, congas
- Mike Joyce : batterie
- J.D. Hassinger : batterie électrique, tambourin
- Ronnie Ross : saxophone baryton
- Aaf Verkade : trompette
- Dan Levett : violoncelle
- Lulu Chivers, Edwin Vernon, Camilla Mayer : chœurs